# Acrospira
Acrospira är ett släkte av svampar. Acrospira ingår i divisionen sporsäcksvampar och riket svampar.